# Marek Kazimierz Kamiński

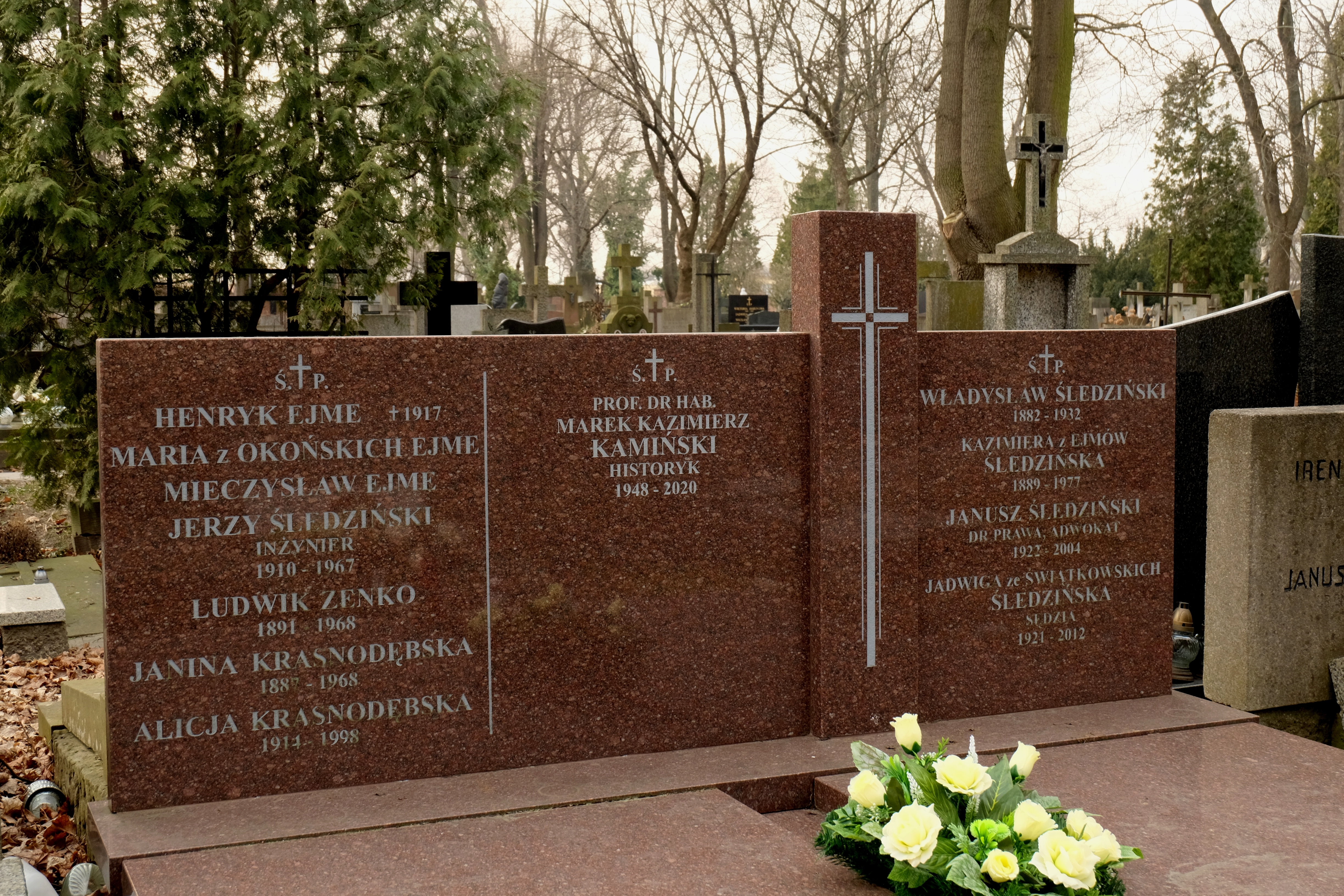
Grób historyka Marka Kazimierza Kamińskiego na cmentarzu Powązkowskim w Warszawie

Marek Kazimierz Kamiński (ur. 18 marca 1948 w Warszawie, zm. 20 czerwca 2020 tamże) – polski historyk, profesor doktor habilitowany nauk humanistycznych.

## Życiorys
Absolwent VI Liceum Ogólnokształcącego im. Tadeusza Reytana w Warszawie (1965, uczeń Wiesława Żurawskiego). Studia historyczne na Uniwersytecie Warszawskim ukończył w 1970. Doktorat obronił w 1976 na Wydziale Filozoficzno-Historycznym Uniwersytetu Łódzkiego, a habilitację uzyskał w 1991 w Instytucie Historii PAN. Tytuł profesora otrzymał w 2002. Specjalizował się w historii Polski i historii powszechnej najnowszej oraz historii stosunków międzynarodowych. Był pracownikiem naukowym Instytutu Historii PAN, a także pracownikiem naukowym Instytutu Historii Uniwersytetu Warmińsko-Mazurskiego w Olsztynie. W latach 1996–2000 prowadził zajęcia ze studentami na Wydziale Historycznym Uniwersytetu Warszawskiego. Pełnił także funkcję redaktora naczelnego „Studiów z Dziejów Rosji i Europy Środkowo-Wschodniej”.
Został pochowany na cmentarzu Powązkowskim w Warszawie (kwatera 283, rząd 3, miejsce 17-18).

## Publikacje
- Polityka zagraniczna II Rzeczypospolitej 1918–1939. (wraz z Michałem J. Zachariasem). Warszawa: Młodzieżowa Agencja Wydawnicza, 1987. Brak numerów stron w książce
- Polsko-czechosłowackie stosunki polityczne 1945–1948. Warszawa: Państwowe Wydawnictwo Naukowe, 1990. (nagroda naukowa im. Joachima Lelewela Wydziału I Nauk Społecznych PAN; nagroda tygodnika „Polityka”; nagroda Polskiego Instytutu Spraw Międzynarodowych). Brak numerów stron w książce
- Polska i Czechosłowacja w polityce Stanów Zjednoczonych i Wielkiej Brytanii 1945–1948. Warszawa: Instytut Historii PAN, 1991. (nagroda Polskiego Instytutu Spraw Międzynarodowych). Brak numerów stron w książce
- Od wojny do zniewolenia. Polska a Związek Sowiecki: stosunki polityczne 1939–1945. Warszawa: Oświata, 1992. Brak numerów stron w książce
- Konflikt polsko-czeski 1918–1921. Warszawa: Instytut Historii PAN i Wydawnictwo Neriton, 2001. (nagroda „Klio” w kategorii monografii naukowych). Brak numerów stron w książce
- Edvard Beneš kontra gen. Władysław Sikorski. Polityka władz czechosłowackich na emigracji wobec rządu polskiego na uchodźstwie 1939–1943. Warszawa: Instytut Historii PAN i Wydawnictwo Neriton, 2005. Brak numerów stron w książce
- W obliczu sowieckiego ekspansjonizmu. Polityka Stanów Zjednoczonych i Wielkiej Brytanii wobec Polski i Czechosłowacji 1945–1948. Warszawa: Instytut Historii PAN i Wydawnictwo Neriton, 2005.
- Edvard Beneš we współpracy z Kremlem. Polityka zagraniczna władz czechosłowackich na emigracji 1943–1945. Warszawa: Instytut Historii PAN i Wydawnictwo Neriton, 2009.
- Kształtowanie się stosunków polsko-czechosłowackich w latach 1948–1960. Warszawa: Wydawnictwo Neriton, 2012.
- Szkice z dziejów Polski i Czechosłowacji w latach trzydziestych XX wieku. Warszawa: Wydawnictwo Neriton, 2014.
- Zarys polityki zagranicznej Rządu RP na obczyźnie 1939–1945, w: Władze RP na obczyźnie podczas II wojny światowej 1939–1945, praca zbiorowa pod red. Z. Błażyńskiego, Londyn: Polskie Towarzystwo Naukowe na Obczyźnie, 1994, s. 636–773.
- Dyplomacja polska wobec dyktatu mocarstw (lipiec 1943–luty 1944), w: Historia dyplomacji polskiej, t. 5, 1939–1945, pod red. W. Michowicza, Warszawa, PWN, 1999, s. 397–490.
- W cieniu zagrożenia. Polityka zagraniczna RP 1918–1939 (wraz z Michałem J. Zachariasem). Warszawa: Warszawska Oficyna Wydawnicza „Gryf”, 1993.
- Polityka zagraniczna Rzeczypospolitej Polskiej 1918–1939 (wraz z Michałem J. Zachariasem). Warszawa: Wydawnictwo LTW, 1998.
- Na najwyższym szczeblu. Spotkania premierów Rzeczypospolitej Polskiej i Wielkiej Brytanii podczas II wojny światowej (zbiór dokumentów wydany wraz z Jackiem Tebinką). Warszawa: Wydawnictwo LTW, 1999.
- Moje doświadczenia z komunistycznym aparatem represji wymierzonym w słowo pisane, w: Cenzura w PRL. Relacje historyków, oprac. Z. Romek, Warszawa: Instytut Historii PAN i Wydawnictwo Neriton, 2000, s. 113–119.
- liczne artykuły i recenzje opublikowane w periodykach naukowych.